# NGC 2845
NGC 2845 est une galaxie lenticulaire située dans la constellation des Voiles. NGC 2845 a été découvert par l'astronome britannique John Herschel en 1835.

## Caractéristiques
Sa vitesse par rapport au fond diffus cosmologique est de 2 813 ± 21 km/s, ce qui correspond à une distance de Hubble de 41,5 ± 2,9 Mpc (∼135 millions d'al).
NGC 2845 présente une large raie HI et c'est une galaxie active de type Seyfert 2.